# Rechtes Alsterufer gegen Linkes Alsterufer
Rechtes Alsterufer gegen Linkes Alsterufer (Prawy brzeg Alstry przeciwko Lewy brzeg Alstry) to największy turniej szachowy na świecie, rozgrywany od 1958 r. w Congress Centrum Hamburg. Uczestnikami turnieju są uczniowie szkół z prawego i lewego brzegu rzeki Alster, przepływającej przez środek Hamburga.